# AAA TOUR 2012 -777- TRIPLE SEVEN
『AAA TOUR 2012 -777- TRIPLE SEVEN』（トリプルエー・ツアー・2012 トリプルセブン）は、日本の音楽グループ・AAAが2013年2月13日にリリースした14作目の映像作品。

## 概要
- 2012年9月23日に横浜アリーナで行われたツアーライブ「AAA TOUR 2012 -777- TRIPLE SEVEN」の映像である。また福岡公演以降は「AAA TOUR 2012 -777- TRIPLE SEVEN 7th Anniversary Autumn stAge」と名称が変わる。
- ホール公演には存在しなかった花道とオープニングSEが、アリーナ公演にて追加された。
- AAA Party オフィシャルショップ、mu-moショップにて予約すると特典として「B3ポスター」＋「AAAスタッフパスレプリカ」がプレゼントされた。
- オリコンDVD週間総合チャート、音楽チャート第1位。
- 横浜アリーナ公演から披露されたこの時点での最新シングル『虹』は収録されていない。
- 本作以降、MCが本編と別収録になった。

## 収録映像曲

### DISC 1
1. 777 OPENING
2. Charge & Go!
「AAA 6th Anniversary Tour 2011.9.28 at Zepp Tokyo」以来の映像化。
3. SAILING
初映像化。
4. HORIZON
「AAA 5th Anniversary LIVE 20100912 at Yokohama Arena」以来の映像化。
5. Jamboree!!
「AAA 4th Anniversary LIVE 090922 at Yokohama Arena」以来の映像化。
6. I $ M
初映像化。
7. Heart and Soul
「AAA BUZZ COMMUNICATION TOUR 2011 DELUXE EDITION」以来の映像化。
8. Sorry, I...
初映像化。
9. Perfect
初映像化。
10. Last Love
初映像化。
11. Still Love You
初映像化。
12. 〜Introduction of WISHES〜
日高ソロ。
13. WISHES
初映像化。
14. ダイジナコト
「AAA BUZZ COMMUNICATION TOUR 2011 DELUXE EDITION」以来の映像化。
15. 負けない心
「AAA 6th Anniversary Tour 2011.9.28 at Zepp Tokyo」以来の映像化。
16. 唇からロマンチカ
「AAA 5th Anniversary LIVE 20100912 at Yokohama Arena」以来の映像化。
17. One Night Animal
「AAA 5th Anniversary LIVE 20100912 at Yokohama Arena」以来の映像化。
18. CALL
「AAA 6th Anniversary Tour 2011.9.28 at Zepp Tokyo」以来の映像化。
19. MUSIC!!!
「AAA BUZZ COMMUNICATION TOUR 2011 DELUXE EDITION」以来の映像化。
20. 777 〜We can sing a song!〜
初映像化。

### DISC 2
1. ハリケーン・リリ、ボストン・マリ (ENCORE)
「AAA 6th Anniversary Tour 2011.9.28 at Zepp Tokyo」以来の映像化。
2. Special Medley(ハレルヤ〜No cry No more〜PARADISE〜DRAGON FIRE〜ウィーアー!) (ENCORE)
3. Winter lander!! (ENCORE)
「AAA BUZZ COMMUNICATION TOUR 2011 DELUXE EDITION」以来の映像化。
4. Thank you (39 ver.) (ENCORE)
初映像化。

特典映像
1. MC集①
2. MC集②